# Певоки (село, Висконсин)
Певоки (енгл. Pewaukee (village)) град је у америчкој савезној држави Висконсин.

## Демографија
По попису из 2010. године број становника је 8.166, што је 4 (0,0%) становника мање него 2000. године.
| Група             | 2000.         | 2010.         |
| Белци             | 7.787 (95,3%) | 7.363 (90,2%) |
| Афроамериканци    | 47 (0,6%)     | 93 (1,1%)     |
| Азијати           | 147 (1,8%)    | 316 (3,9%)    |
| Хиспаноамериканци | 99 (1,2%)     | 286 (3,5%)    |
| Укупно            | 8.170         | 8.166         |